# Формула Перлина
Формула Перлина это формула для расчёта усилия прессования, выведенная И. Л. Перлиным. Формула имеет некоторые допущения, однако даёт достаточно точный результат. Формула выглядит следующим образом (все величины в Ньютонах):
P=Rм+Ткр+Тм+Тп,
где:
Rм — усилие преодоления сопротивления деформации;
Ткр — усилие преодоления сил трения на боковой поверхности контейнера;
Тм - усилие преодоления сил трения на боковой поверхности обжимающей части очага деформации;
Тп - усилие преодоления сил трения на поверхности калибрующего пояска матрицы.